# Locomotora de Vapor 141F-2101
La Locomotora de vapor 141 F-2101 "Mikado" és una locomotora fabricada per l'empresa North British a Regne Unit que es troba conservada actualment al Museu del Ferrocarril de Catalunya, amb el número de registre 00015 d'ençà que va ingressar el 1981, com una donació de la companyia Renfe.

## Història
Les "Mikado" evoquen un antic domini imperial japonès. Això resulta molt adequat per a descriure aquestes locomotores populars doncs, a l'ocàs de la tracció vapor a Espanya, foren les últimes a circular. El model "Mikado" es caracteritza per ésser simple, robust i manejable. És una locomotora mixta, les prestacions de la qual no resultaven particularment brillants però, era apta per a qualsevol servei en tota classe de traçats.
Es construïren 242 locomotores, les 25 primeres al Regne Unit, davant la incapacitat de la indústria nacional de fer-ho en un termini breu. La resta fou fabricada per les quatre constructores espanyoles més importants del moment. La segona d'aquestes “Mikado”, la Locomotora de Vapor 141F-2348, fou apagada simbòlicament per l'aleshores príncep Joan Carles I el 1975. Finalitzà d'aquesta forma l'era de la tracció a vapor a Espanya.

## Conservació
El seu estat de conservació és dolent.